# Mutter Courage und ihre Kinder (Vertonung)
Die Vertonung des Dramas Mutter Courage und ihre Kinder umfasst die Entstehung der Bühnenmusik zu diesem Schauspiel, die entstandenen Partituren und ihre Interpretation und Veränderung in der Aufführungspraxis. Für das 1939 im schwedischen Exil entstandene Drama hatte der Autor Bertolt Brecht von vornherein eine musikalische Ausgestaltung vorgesehen. Es enthielt bereits in der Urfassung eine Reihe von Songs, zu denen größtenteils bereits Melodien unterschiedlicher Komponisten vorlagen. Brecht suchte in der Folge Komponisten, die auf dieser Basis eine neue, für das gesamte Stück stimmige Musik entwickeln sollten; dabei bestand er aber insbesondere für das thematische Lied der Mutter Courage entschieden auf einer bestimmten Melodie. Das Drama wurde dreimal vertont, zunächst durch den finnischen Komponisten Simon Parmet. Diese Komposition gilt als verschollen. Die Musik zur Uraufführung der Mutter Courage in Zürich am 19. April 1941 komponierte Paul Burkhard, der auch selbst dirigierte. Die Premiere am Deutschen Theater Berlin am 11. Januar 1949 wurde musikalisch von Paul Dessau in Zusammenarbeit mit Bertolt Brecht gestaltet. Brecht erklärte als Urheber des Stücks Dessaus Musik für verbindlich; sie wurde daher bei allen späteren Aufführungen verwendet.
Die Mutter Courage ist beispielhaft für Brechts Konzept des epischen Theaters. Dabei spielen Musik und Songs eine besondere Rolle. Die Schauspieler treten als Singende kommentierend aus ihrer Rolle heraus, wenden sich ans Publikum, schaffen Distanz zum Bühnengeschehen. Allerdings sind die Songs, anders als in früheren Stücken, stärker in das Geschehen auf der Bühne eingebunden.

## Entstehungsgeschichte
Als Brecht die Mutter Courage 1938/1939 im dänischen und schwedischen Exil schrieb, konnte er für die Musik nicht auf seinen langjährigen Produktionspartner Hanns Eisler zurückgreifen, der sich in den USA befand. Dennoch wollte er musikalische Elemente in das Drama integrieren. Die Zeit drängte, da Brecht eine baldige Aufführung des Stücks in Skandinavien plante. Daher lief die Konzeption der Songs weitgehend auf eine Wiederverwertung früherer Kompositionen hinaus.
Die ursprüngliche Fassung des Stücks enthielt fast ausschließlich Songs, die entweder bereits existierten oder für die zumindest eine Melodie vorlag. So integrierte Brecht die Ballade vom Weib und dem Soldaten, die bereits in zwei musikalischen Fassungen vorhanden war, von Franz Servatius Bruinier in Zusammenarbeit mit Brecht selbst (aus der Hauspostille) und von Hanns Eisler. Der Salomon-Song, vertont von Kurt Weill, war bereits Bestandteil der Dreigroschenoper gewesen und wurde für die Mutter Courage lediglich textlich modifiziert. Auch die Ballade vom Wasserrad, vertont von Eisler, war ursprünglich für die Courage vorgesehen, wurde im Verlauf der Arbeit aber ausgeschieden. Das Lied vom Surabaya-Johnny, komponiert von Kurt Weill, sollte offenbar zunächst in Originalform eingebaut werden, Brecht änderte aber dann Text und Titel grundlegend in der Art einer Kontrafaktur. Daraus wurde dann zunächst das Lied vom Pfeif- und Trommelhenny, später das Lied vom Fraternisieren. Von vornherein als Kontrafaktur angelegt war das Lied der Mutter Courage, und zwar auf die Melodie der Ballade von den Seeräubern aus der Hauspostille, die ihrerseits auf dem Chanson L’Étendard de la Pitié von Émile Wesly basiert. Für andere Stücke gab es ebenfalls Melodievorlagen: Die Melodie von Prinz Eugen, der edle Ritter sollte für den anfangs vorgesehenen Song „Als wir lagen vor Milano“ verwendet werden, das Lied von der Bleibe basierte auf einem Kirchenlied, für das Wiegenlied („Eia popeia“) soll Helene Weigel eine Volksweise angegeben haben. Lediglich für das Lied von der Großen Kapitulation konnte keine Vorlage ausgemacht werden.
Die Pläne für eine Uraufführung in Skandinavien zerschlugen sich wegen der Kriegslage und der dadurch erzwungenen weiteren Emigrationsschritte von Brecht; aber das Zürcher Schauspielhaus meldete Interesse an einer Inszenierung an. In diesem Zusammenhang kam Brecht von der Idee eines „Pasticcio“ verschiedener Kompositionen ab. Er erwog zunächst eine Vertonung durch Hilding Rosenberg oder Hanns Eisler, dem er das Typoskript des Stücks nach Amerika schickte, bat aber schließlich den finnischen Komponisten Simon Parmet, den er im Exil in Helsinki kennen lernte, um eine vollständige Vertonung der Songs.

### Simon Parmet
Über Parmets Vertonung ist wenig bekannt. Die spärlichen Informationen stammen aus verstreuten Bemerkungen in Brechts Arbeitsjournal und aus einem Aufsatz des Komponisten in der Schweizerischen Musikzeitung von 1957, der ihre Existenz überhaupt erst bekannt machte. Die Partitur gilt als verschollen.
In der Zusammenarbeit mit Parmet zeigte sich schnell, dass Brecht für seine Entscheidung, bereits vorliegende Musikstücke zu verwenden, nicht nur pragmatische, sondern auch künstlerische Gründe hatte. Er stellte sich die Musiknummern als „mechanische Einsprengseln“ vor, „etwas darin von dem plötzlichen aufschallen jener butiken-apparate, in die man einen groschen wirft“. Von Parmet verlangte er, sich stilistisch an den Songs aus der Dreigroschenoper zu orientieren. Er sang, pfiff und trommelte Parmet mehrfach die Melodie von L’Étendard de la Pitié vor und forderte die Verwendung dieser Melodie für das Auftrittslied der Mutter Courage. Parmet war wenig begeistert von der Zumutung, eine Art Stilkopie Weill’scher Musik zu verfassen, und wollte nach der Komposition von drei Songs aufhören, ließ sich dann aber doch dazu bewegen, alle verlangten Stücke zu komponieren.
Am 1. Februar 1941 sandte Brecht einen fertigen Klavierauszug an den Theaterverlag Kurt Reiss, wo bereits der Text für die Uraufführung lag. Für den Fall endgültiger Annahme stellte er eine Instrumentation für sieben- bis achtköpfiges Orchester in Aussicht, erlaubte es aber den Theatern, andere Musik zu verwenden, die allerdings von ihm gebilligt werden müsse.
Was dieser Klavierauszug genau enthielt, ist nicht klar, da sowohl das Autograph Parmets als auch das Archiv von Kurt Reiss verloren sind. Jedenfalls erhielt der Regisseur der Uraufführung, Leopold Lindtberg, musikalisches Material, doch worin dieses bestand, ist nicht mehr zu klären. Lindtberg erinnert sich nur, „ein paar Noten“ bekommen zu haben, darunter das Lied der Mutter Courage und das Wiegenlied; seine Frau Valeska Lindtberg, damals musikalische Assistentin am Zürcher Schauspielhaus, meint, Brecht habe von ihm so bezeichnete „alte Landsknechtslieder“ geschickt und von diesen auch nur die Singstimme. Jedenfalls ist Parmets Vertonung nie aufgeführt worden; seine Arbeit ist vermutlich vor allem im Wiegenlied der Uraufführung erhalten geblieben.

### Paul Burkhard
Welches Material in welchem Umfang und welcher Form auch immer in Zürich angekommen ist – die Bühnenmusik für die Uraufführung schuf jedenfalls der durch seine Operetten bekannte Hauskomponist des Zürcher Schauspielhauses, Paul Burkhard. Er schrieb nicht nur die Instrumentierung und übernahm die Einstudierung, sondern komponierte auch den größten Teil der Songs neu.
Nur drei der zehn Nummern stammten nicht vollständig von Burkhard, wie aus einer Aufstellung des Komponisten für den Theaterverlag Kurt Reiss hervorgeht: Die Ballade vom Weib und dem Soldaten wurde in der von Hanns Eisler vertonten Fassung übernommen, da man sie, wie Valeska Lindtberg meint, gar nicht schöner schreiben könne; Burkhard kopierte die Klavierfassung Eislers und schrieb die Instrumentenstimmen aus. Die Melodie der „Vorstrophe“ des Lieds der Mutter Courage übernahm er in der Form, wie er sie von Brecht erhalten hatte, vertonte aber den Refrain neu. Und schließlich übernahm er das Wiegenlied von dem „Freund Brechts, der die Lieder lieferte, die wir dann zum Teil wegließen“, also vermutlich von Simon Parmet. Dafür spricht auch, dass Parmet das Lied bei einer Aufführung in Helsinki wiedererkannt haben will. Dagegen kannte das Zürcher Team offenbar die Weill’sche Vertonung des Salomon-Songs nicht, verwendete sie jedenfalls nicht. Das Lied vom Pfeifen- und Trommelhenny wurde kurzerhand weggelassen. Dafür fügte Burkhard einen wortlosen „Pfeiffer- und Trommler-Marsch“ hinzu.
Burkhard scheint sehr schnell gearbeitet zu haben. Für die Komposition der Lieder hat er offenbar nur einen Tag gebraucht (den 27. März 1941), am folgenden Tag fing er bereits mit Therese Giehse (der Mutter Courage der Uraufführung) zu proben an. Schon am 15. April lag die endgültige Partitur vor, die sechs Instrumente vorsah: Klavier, Harmonium, Akkordeon, Flöte, Trompete, Schlagzeug. Am 19. April fand die Premiere statt.
Burkhards Musik erhielt ausgezeichnete Kritiken und wurde bis 1946 für alle Aufführungen benutzt, teilweise sogar noch erheblich später; Brecht scheint sie jedoch zumindest bis 1948 gar nicht gekannt zu haben.

### Paul Dessau

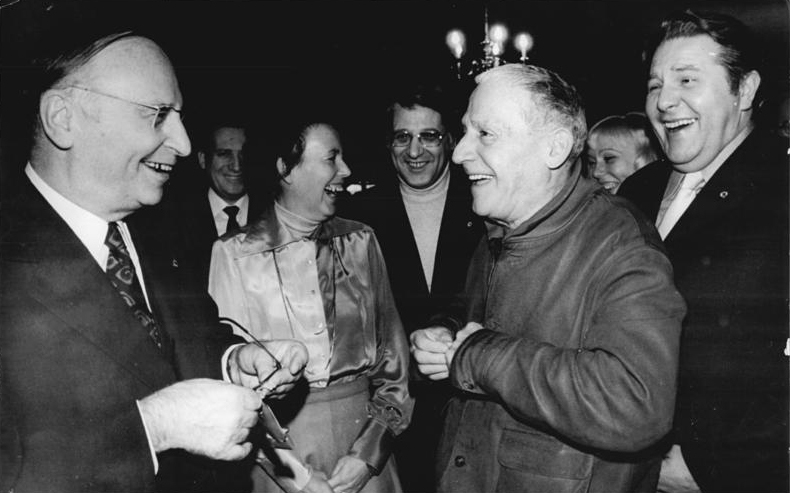
Komponist Paul Dessau 1974 im Berliner Ensemble

1943 hatte Brecht im amerikanischen Exil Paul Dessau kennen gelernt. Brecht trug Dessau 1946 Lieder aus der Mutter Courage vor, und dieser vertonte sie „in engster Zusammenarbeit mit Brecht“, eine Kooperationsform, wie sie Brecht von seinen früheren Komponisten kannte und schätzte.
Die Kooperation verlief nicht ohne Reibungen. Dessau war irritiert von Brechts „zwar höflichem“ Hinweis, dass er die Dessau banal erscheinende Melodie von L’Étendard de la Pitié für das Lied der Mutter Courage „verwendet haben wolle“ – ihm sei „diese Art Plagiierung“ damals gänzlich fremd gewesen. Andererseits hatte Dessau auch Bedenken, das Lied vom Weib und dem Soldaten neu zu komponieren, da ihm Eislers von ihm sehr geschätzte Vertonung bereits bekannt war. Brecht ging insofern darauf ein, als er eine Szenenanweisung einfügte, dass Eilif beim Singen des Liedes einen Säbeltanz vollführen sollte – so erhielt Dessau einen neuen Ausgangspunkt für seine eigene Vertonung. Im Verlauf der Zusammenarbeit kam auch die Idee auf, das Klavier zu präparieren: Durch Reißnägel auf den Hämmern sollte es einen gitarren- oder cembaloartigen Klang erhalten. Dieses so genannte Wanzenklavier oder Gitarrenklavier blieb dann in allen späteren Fassungen erhalten.
Im August 1946 schloss Dessau eine erste Fassung ab, die so genannte „amerikanische Fassung“, die insgesamt zwölf Musiknummern umfasste und Helene Weigel gewidmet war. Sie enthielt noch nicht das „Kleine Soldatenlied“, dafür aber ein instrumentales Vorspiel und zwei Märsche. Brecht, der sich sehr zufrieden äußerte, verlor keine Zeit und ließ Kurt Reiss umgehend wissen, dass Dessaus Musik verbindlich für alle Aufführungen zu verwenden sei.
Paul Burkhard, von dem Theaterverleger über diese Entscheidung informiert, reagierte bestürzt und äußerte brieflich den Wunsch, Brecht solle doch seine Musik zunächst einmal kennenlernen. Dazu kam es allerdings erst am 25. Februar 1948, als sich Brecht in Zürich aufhielt; Burkhard lud ihn zu einem Treffen bei sich zu Hause ein, an dem unter anderem auch die Lindtbergs, Therese Giehse (die Mutter Courage der Uraufführung), Hans Albers und Rolf Liebermann teilnahmen. Nach Leopold Lindtbergs Bericht verlief der Abend jedoch recht unglücklich: Burkhard soll zunächst einmal seine beliebten Operettenmelodien am Klavier vorgespielt haben (unter anderem O mein Papa), was Brecht mit größter Reserve aufgenommen habe; erst dann sei er zu seinen Courage-Songs gekommen. Lindtberg erinnert sich, es habe ihm „wahnsinnig wehgetan, dass Brecht von Burkhards Musik so einen falschen Eindruck erhalten hat“. Jedenfalls blieb es bei Brechts urheberrechtlich bindender Festlegung auf Dessaus Musik. Allerdings ist einem Brief Burkhards zufolge selbst noch 1948 bei der Wiener Uraufführung der Courage am Neuen Theater in der Scala Burkhards Bühnenmusik verwendet worden – Therese Giehse sei mit Dessaus mehrfachen Taktwechseln im Lied der Mutter Courage nicht zurechtgekommen.
Dessau begann 1948 mit einer Überarbeitung der „amerikanischen Fassung“. Er ging auf Brechts Textänderungen ein und nahm diverse Revisionen seiner Komposition vor, so etwa, indem er im Lied von der großen Kapitulation beim Wort Gott eine Synkope einbaute, um den Doppelpunkt in dem Vers Der Mensch denkt: Gott lenkt musikalisch auszudrücken. Ein Großteil der Änderungen stand im direkten Zusammenhang mit Dessaus Mitarbeit an der Uraufführung (er übernahm selbst die Einstudierung). Wie aus einem Brief Brechts an Dessau hervorgeht, ging es unter anderem um die „schnelle anpassung an die vorhandenen mittel“; Brecht attestierte Dessau zugleich aber, dabei „sogar neue schönheiten geschaffen“ zu haben. Zudem vervollständigte Dessau die Partitur, indem er das Kleine Soldatenlied und einige Märsche, Trompetensignale und Zwischenaktmusiken nachkomponierte. Für das Orchester waren zwei Piccoloflöten und Flöten, zwei Trompeten (stets con sordino gespielt), Schlagzeug, Gitarre, Akkordeon, Harmonium und das präparierte Gitarrenklavier vorgesehen; auf der Bühne kam unter anderem eine Maultrommel zum Einsatz.

### Nacharbeiten
Damit war die Arbeit an der Vertonung jedoch keineswegs beendet. Sie blieb weiterhin im Fluss, je nach den Gegebenheiten der jeweiligen Einstudierung und Aufführung. So wurde in die Berliner Uraufführung 1949 eingefügt, dass im dritten Bild der Koch ironisierend das bekannte protestantische Bekenntnislied Ein feste Burg ist unser Gott singt. Dagegen strich Brecht das von ihm durchaus geschätzte Horenlied, weil es mit den menschlichen und sachlichen Ressourcen des Deutschen Theaters nicht vernünftig spielbar sei, und erklärte das Lied zum Test für die Qualitäten des Theaters: Nur wo die Bedingungen gut genug seien, könne es gesungen werden. Erst 1951, bei der ersten Aufführung des Berliner Ensemble, kam dieses Lied zum ersten Mal auf die Bühne.
Für diese Aufführung komponierte Dessau zudem ein weiteres Lied nach, das Lied des Pfeifenpieter, dessen Text nicht von Brecht, sondern von Ernst Busch stammt, der den Koch spielte und das Lied auch sang. Text wie Weise waren an ein altes holländisches Lied angelehnt. Ferner experimentierte man auf Anregung von Helene Weigel damit, die ersten zwei Strophen des Courage-Lieds in den Prolog zu verschieben. Eine endgültige Partitur wurde erst 1958 nach Brechts Tod gedruckt. Auch sie führte aber nicht zu einer kanonischen Form der Vertonung. So erinnert sich Thomas Phleps daran, noch in den 1980er Jahren als Bühnenmusiker am Kassler Theater regelmäßig die Eisler’sche Fassung des Lieds vom Weib und dem Soldaten gespielt zu haben.

## Übersicht über die Songs
| Bild | Songtitel, Anfang                                                                       | Vorlage | Varianten | Neukompositionen                                                      |
| ---- | --------------------------------------------------------------------------------------- | --- | --- | --------------------------------------------------------------------- |
| 1    | Lied der Mutter Courage „Ihr Hauptleut lasst die Trommel ruhen“                         | Ballade von den Seeräubern aus: Hauspostille Weise nach dem französischen Chanson L’Étendard de la Pitié, Text: Brecht              | Neutextierung, mehrmalige Textänderungen nach Uraufführung | Zürich: Burkhard Berlin: Dessau jeweils unter Verwendung der Vorlage  |
| 2    | Ballade vom Weib und dem Soldaten „Das Schießgewehr schießt und das Spießmesser spießt“ | Aus: Hauspostille, später integriert in Bühnenmusik zu Kalkutta, 4. Mai (Lion Feuchtwanger) Musik: Eisler, Text: Brecht             | nur geringfügige Textänderungen | Zürich: Eislers Fassung Berlin: Dessau                                |
| 3    | Lied vom Fraternisieren „Ich war erst siebzehn Jahre“                                   | Surabaya Johnny, aus: Happy End, Musik: Weill                                                                                       | zunächst = Vorlage dann leichte Textanpassung und neuer Titel: Lied vom Pfeifen- und Trommelhenny schließlich neuer Text, zunächst unter dem Titel Lied der Soldatenhure | Zürich: gestrichen Berlin: Dessau                                     |
| 3    | Horenlied „In der ersten Tagesstund“                                                    | Christus, der uns selig macht (Kirchenlied von Michael Weiße, um 1520)                                                              | Auswahl und geringfügige Redaktion der Strophen 2 bis 6 durch Brecht erst 1946 eingefügt                                                                                 | Zürich: noch nicht vorh. Berlin: Dessau                               |
| 4    | Lied von der großen Kapitulation „Einst, im Lenze meiner jungen Jahre“                  | ? | zuerst unter dem Titel Lied vom Abwarten | Zürich: Burkhard Berlin: Dessau                                       |
| 5    | Kleines Soldatenlied „Ein Schnaps, Wirt, schnell, sei g’scheit“                         | ? | seit erstem Typoskript | Zürich: Burkhard Berlin: Dessau                                       |
|      | Als wir zogen vor Milano                                                                | Prinz Eugen, der edle Ritter | in der Planungsphase als Alternative zum Kleinen Soldatenlied erwogen | -                                                                     |
| 7    | Lied der Mutter Courage „Und geht er über deine Kräfte“                                 | s. Bild 1 | Halbstrophe neu eingefügt für die Berliner Uraufführung | s. Bild 1                                                             |
|      | Ballade vom Wasserrad                                                                   | Aus: Die Rundköpfe und die Spitzköpfe Musik: Eisler, Text: Brecht                                                                   | noch im ersten Typoskript, in der Zürcher Fassung bereits ausgeschieden                                                                                                  | -                                                                     |
| 8    | Lied der Mutter Courage „Von Ulm nach Metz“                                             | s. Bild 1 | s. Bild 1 | s. Bild 1                                                             |
| 9    | Salomon-Song „Ihr saht den weisen Salomo“                                               | aus: Dreigroschenoper Musik: Weill, Text: Brecht                                                                                    | Textanpassungen, neue Strophen | Zürich: Burkhard Berlin: Dessau                                       |
| 10   | Lied von der Bleibe „Uns hat eine Ros ergetzet“                                         | „Volkslied“ (Brecht), vermutlich: Es ist ein Ros entsprungen                                                                        | neuer Text | Zürich: Burkhard Berlin: Dessau                                       |
| 12   | Wiegenlied „Eia popeia“                                                                 | Nach dem Wiegenlied aus Des Knaben Wunderhorn („Eio popeio, was rasselt im Stroh“), Melodie nach einer Erinnerung von Helene Weigel | Übernahme der Anfangsverse und Neudichtung weiterer Strophen | Zürich: N.N. (Parmet?) Berlin: Dessau beide unter Nutzung der Melodie |
| 12   | Lied der Mutter Courage „Mit seinem Glück, seiner Gefahre“                              | s. Bild 1 | s. Bild 1 | s. Bild 1                                                             |

## Brechts Konzeption von Musik und Songs

### Songform: Musik als Bestandteil des Werks
Brecht hat beim Konzipieren und Schreiben seiner Texte oft bereits den Vortrag im Auge gehabt. Vor allem Gedichte und Songs waren häufig von einer musikalischen Struktur her gedacht. Das trifft auch auf die Mutter Courage zu. Die Bedeutung, die in Brechts Augen den Songs und ihrem Vortrag zukam, lässt sich bereits an der Produktionsgeschichte ablesen. Ein Szenenüberblick aus einem frühen Stadium der Entstehungsgeschichte enthält noch kaum Einzelheiten der Handlung, wohl aber bereits Angaben zu den Songs, die den einzelnen Szenenbildern korrespondieren. So finden sich im ersten Szenenbild einzelne Textschnipsel aus dem späteren Lied der Mutter Courage und das Wort „Seeräuber“ – also ein Verweis auf Brechts eigene, bereits Anfang der 1920er Jahre geschriebene Ballade von den Seeräubern, die im Notenanhang der Hauspostille längst vertont vorlag, dort mit dem Vermerk versehen: „Die Melodie ist die von L’Etendard de la Pitié.“ Das Lied der Mutter Courage ist also von vornherein als Kontrafaktur auf diese Melodie vorgesehen gewesen. Es benutzt entsprechend das Metrum der Seeräuberballade, einen jambischen Vierheber mit einer Zäsur nach dem zweiten Versfuß. Derartige bereits vorgefundene, unterteilte Versformen hat Brecht öfter benutzt (etwa auch in der Erinnerung an die Marie A.); sie gaben ihm die Möglichkeit, die Zäsur als Sinneinschnitt zu nutzen oder frei zu überspielen.
Andere Songs aus der Mutter Courage lehnen sich sogar noch stärker an vorgefundene oder selbstgeschriebene Vorbilder an, regelmäßig bereits in vertonter Form vorliegend, bis hin zur schlichten Wiederverwendung ohne nennenswerte Veränderung. Bei allen Songs handelt es sich um Formen, die an die Volksliedstrophe erinnern: Es gibt gewöhnlich ein mehr oder weniger streng behandeltes Metrum, Endreim und häufig auch eine Strophe-Refrain-Struktur. Von der betonten Einfachheit der Stücke weicht noch am meisten die Ballade vom Weib und dem Soldaten ab, die mit ihren wechselnden Rhythmen und Binnenreimen einen deutlich artifizielleren Eindruck macht.
Über die gesamte Entstehungsgeschichte des Stückes hat Brecht seinen Komponisten zwar erhebliche Freiräume gegeben, aber auf bestimmten melodischen, rhythmischen oder allgemein stilistischen Elementen bestanden. Das gilt ganz besonders für das Lied der Mutter Courage, dessen Melodie er allen beteiligten Komponisten nachdrücklich ans Herz legte. Es ging ihm dabei durchaus um den Charakter der Wiedererkennbarkeit. Allerdings ermutigte er Paul Dessau, bereits von Kurt Weill und Hanns Eisler komponierte Songs völlig neu zu vertonen – obwohl der Salomon-Song und die Ballade vom Weib und vom Soldaten bereits erhebliche Öffentlichkeitswirkung erzielt hatten. Hier war die Wiedererkennbarkeit freilich durch den Text gegeben.

### Musik im epischen Theater: Die Trennung der Elemente
Getreu Brechts Konzeption des epischen Theaters haben die Songs die Aufgabe, ein Heraustreten des Sängers aus der Rolle des Schauspielers ermöglichen: Dieser wendet sich im Song an das Publikum und allenfalls in zweiter Linie an die anderen Figuren des Stücks. Die Songs transportieren Reflexionen, während derer das Handlungsgeschehen stillsteht.
Dabei kam es Brecht vor allem auf die Trennung der Elemente an: Der Musik ist eine eigenständige Rolle zugedacht, nicht als Verdopplung und Unterstützung der Dramenhandlung, sondern als musikalischer Kommentar. Bereits in einer frühen Phase verdeutlichte dies Brecht in einer Anregung an Simon Parmet bezüglich der Courage-Musik, die er auch in seinem Arbeitsjournal notierte:
„Darf ich Sie aufhetzen?“, sage ich. „Im Orchester, klein wie es sein mag, liegt Ihre Chance als Musiker. Die Melodie mussten Sie dem Unmusiker, dem Schauspieler ausliefern […] Es ist wahr, es muß dem Unmusiker oben auch noch die Stützpunkte geben, sonst fällt er um, aber jedes Instrument, das Sie freikriegen von diesem Dienst, ist für Sie gewonnen, für die Musik, Herr! Bedenken Sie, die Instrumente sprechen nicht per ‚ich‘, sondern per ‚er‘ oder ‚sie‘. Was zwingt Sie, die Gefühle des ‚ich‘ auf der Bühne zu teilen? Sie sind berechtigt, Ihre eigene Stellung zu dem Thema des Liedes einzunehmen. Selbst die Unterstützung, die Sie leihen, kann sich anderer Argumente bedienen. Emanzipieren Sie Ihr Orchester!“
Diese selbstständige Funktion der Musik (ebenso wie des Bühnenbilds) betonte Brecht auch in seinem Courage-Modell, nunmehr bezogen auf die endgültige Musik Dessaus, mit einem besonderen Akzent auf der aktiven Rolle des Zuschauers und Zuhörers: „Die Musik Paul Dessaus zur Courage ist nicht hauptsächlich eingängig; wie beim Bühnenbau war auch bei ihr dem Publikum etwas zu tun übriggelassen: das Ohr hatte die Stimmen und die Weise zu vereinigen. Die Kunst ist kein Schlaraffenland.“
Die Songs, welche die Handlung immer wieder unterbrechen, um sie zu deuten und zu interpretieren, tragen zur „Zerreißung der Illusion“ bei – nicht die Courage singt, sondern die Darstellerin der Courage. Damit ist ein Song ein Verfremdungseffekt im Sinne Brechts. In seiner Berliner Inszenierung von 1949 hat Brecht die Musik auch optisch deutlich vom übrigen Bühnengeschehen abgesetzt. Ein „Musikemblem […] aus Trompete, Trommel, Fahnentuch und Lampenbällen, welche aufleuchteten“ wurde bei den Songs von oben herabgelassen, im Verlauf der Aufführung immer mehr „zerschlissen und zerstört“. Das galt freilich nicht für die Inzidenzmusiken, etwa die Märsche im Hintergrund oder etwa das Kleine Soldatenlied, sondern nur für die reflektierenden Songs: das Lied der Mutter Courage, die Ballade vom Weib und vom Soldaten, das Lied vom Fraternisieren, das Lied von der Großen Kapitulation, den Salomon-Song und das Horenlied. Das kleine Musikensemble befand sich in einer Loge, klar getrennt von der Bühne. Diese Kunstgriffe dienten dazu, den „richtigen Eindruck“ zu befördern, die Lieder seien „Einlagen“. Das „Sprunghafte, ‚Unorganische‘, Montierte“ sollte so betont werden.
Brecht hat dieses Heraustreten der Sänger aus ihrer Rolle als Figuren des Stücks unter anderem in der Sammlung „Gedichte aus dem Messingkauf“ 1951 poetisch kommentiert:
„Trennt die Gesänge vom übrigen!
(…) Die Schauspieler
Verwandeln sich in Sänger. In anderer Haltung
Wenden Sie sich an das Publikum, immer noch
Die Figuren des Stücks, aber nun auch offen
Die Mitwisser des Stückeschreibers.
(…)
Und unverständlich
Das Lied der Marketenderin von der Großen Kapitulation, ohne
Daß der Zorn des Stückeschreibers
Zum Zorn der Marketenderin geschlagen wird.“

### Einbindung der Songs in die Handlung
Neben der Kontinuität epischer Grundfunktionen der Songs gibt es im Werk Brechts einen Wandel: Anders als in früheren Stücken werden die Songs stärker in das szenische Geschehen eingebunden. Joachim Müller zeigt diese Veränderung am Beispiel der Entwicklung von der Dreigroschenoper zur Mutter Courage auf: „Die Regiebemerkung der Dreigroschenoper verlangt, daß die Sänger vor den Vorhang treten, von goldenem Licht beleuchtet, und die Drehorgel illuminiert wird. Von oben kommen Tafeln, die den Titel der Songs tragen. (…) Die Lieder sollen musikalische Adressen an das Publikum sein und damit den allgemeinen Gestus des Zeigens betonen.“ Am Beispiel des Salomon-Songs registriert Müller in der Courage einen „Funktionswandel“ und unterscheidet zwischen dem „Rampensong“ der Dreigroschenoper und dem „szenischen Song (…), der die Bühnenhandlung ritardiert, aber nicht sprengt.“ In der Courage stünden die Songs nicht mehr „neben der Handlung“, seien „nicht willkürliche Zugabe“, sondern hätten „eine ähnliche Funktion wie einst der Chor in der griechischen Tragödie“.
Jendreiek arbeitet die Funktion der Verflechtung von szenischer Handlung und Songs heraus.
„Die Songs sind mit der Handlung verflochten, entwickeln sich aus ihr und wirken auf den Fortgang der Handlung ein, so daß sie Meinungen vortragen können, die der Handlung des Stückes zuwiderlaufen und das kritisch-korrigierende Eingreifen des Zuschauers herausfordern. (…) Durch Beobachtung und Analyse der Beziehungen zwischen Song, dramatischer Person und Vorgang wird der Erkenntniswert von Song, Person und Vorgang ermittelt: das eine kann Korrektiv des anderen sein; das eine kann jedes andere kontrastierend verfremden oder belegen.“
Walter Hinck hält die Adressaten der Songs auf der Bühne dagegen mit Ausnahme vom „Lied von der Großen Kapitulation“ für „fingiert“. Nur dort verändere der Song die Handlung, die anderen Lieder wirkten „nicht in die Handlung selbst hinein“, sie „greifen ins Exemplarische“. Hinck schließt aus diesen Beobachtungen, dass auch in der Courage „kein anderer als der Zuschauer (…) Adressat der Belehrung oder Warnung“ sei. Trotz der szenischen Verankerung der Songs erhielten die Sänger eine „Doppelwertigkeit“: „einmal bleibt er Figur im ästhetisch-szenischen Raum, zum anderen wird er Partner des Publikums“. Nach Hinck ist den Warnungen und Belehrungen der Songs nicht zu trauen. Mit dem Lied von der großen Kapitulation lege die Courage einem empörten jungen Soldaten nahe, dass man vor den Mächtigen zu kuschen habe. Ebenso wie die „Warnung vor der Liebe überhaupt“ seien die Lehren der Songs oft zweifelhaft und sollten „den bereits beunruhigten Zuschauer reizen, die Ursache gegebener Widersprüche nicht bei diesem oder jenem Einzelnen, sondern in der Gesellschaft selbst zu entdecken.“ Wesentliche Funktion der Songs sei, durch „Unterbrechung der Handlung“ Widersprüche zum Geschehen auf der Bühne das Publikum zu einer gesellschaftskritischen Interpretation des Stückes zu führen. Zudem erzeugten die Songs durch die Doppelfunktion des Darstellers und des Sängers sichtbare Rollendistanz bei den Schauspielern.

### Strukturierung durch die Songs
Da Brecht auf die Spannungskurve des klassischen Dramas verzichten will und die einzelnen Szenen keinem strengen Aufbauprinzip folgen, setzt Brecht andere Mittel ein, das Dramas zu strukturieren. Das Wiederaufgreifen des Liedes der Courage vom Anfang am Ende des Stücks bildet eine Art Rahmen, den in der Berliner Inszenierung die Wiederholung des offenen Rundhorizonts des Bühnenbildes unterstützte. Dabei zeigen die beiden Bilder einen deutlichen Gegensatz. Zeigt das erste Bild die Familie vereint auf dem intakten Wagen, so zieht die verelendete Courage am Ende den leeren Wagen allein in den Krieg.
Zudem erwartete Brecht, nachdem er sich von der anfänglichen Idee eines Pasticcio unterschiedlicher Komponisten verabschiedet hatte, so etwas wie einen einheitlichen Grundgestus von der Musik. Hatte er gegenüber Parmet noch den Stil der Dreigroschenoper für angemessen gehalten, so suchte er in Dessaus Vertonung ein anderes verbindendes Element. Es war eher ein zurückhaltender, „dünner“, trockener Vortragston, den er sich von Dessau versprach. Textausdeutung und Expressivität traten in den Hintergrund. An seinen langjährigen Freund und Mitarbeiter, den Bühnenbildner Caspar Neher schrieb Brecht: „Die Dessausche Musik zur Mutter Courage ist wirklich kunstvoll, solch ein Stück muß man in der edelsten asiatischen Form aufführen, dünn und wie auf Goldplatten graviert.“

## Zu Burkhards Musik
Burkhards Komposition wurde von der Kritik positiv aufgenommen. Der zeitgenössische Kritiker Bernhard Diebold erkannte 1941 in der Zürcher Courage das Konzept der Dreigroschenoper wieder. Er meinte, Burkhard habe „mit bewundernswerter Einfühlung“ die Weise des Autors erfasst; man könne sich denken, dass „der eine oder andere dieser aus Heiterkeit und Klagen gemischten Songs bald nachgesungen würde“. Günther Schoop als Chronist des Zürcher Schauspielhauses hob an der Musik hervor, dass sie die „Mischung aus bänkelsängerischer Weise und landsknechthaftem Kriegslied“ hervorragend getroffen habe. Die Basler National-Zeitung bestätigte ihr „einen grossen Erfolg am Gelingen“. Regisseur Leopold Lindtberg verwendete Burkhards Musik auch bei der Inszenierung 1943 in Basel und im November 1945 bei der Wiederaufnahme in Zürich und bei zahlreichen internationalen Gastspielen des Zürcher Ensembles in den nächsten Jahren.

## Zu Dessaus Musik
Anders als in anderen Kompositionen für Brecht’sche Stücke (etwa Der Kaukasische Kreidekreis) verzichtete Dessau in seiner Bühnenmusik zur Mutter Courage weitgehend auf exotische Elemente. So fehlen hier auch die sonst immer wiederkehrenden Einflüsse der Zwölftonmusik, die Musik ist durchweg tonal gebunden. Auffällige Merkmale der Instrumentation sind Verwendungen „volksmusikalischer“ Instrumente (Maultrommel, Akkordeon) sowie der trocken-metallische Klang des präparierten Klaviers.
Dessau versuchte vielmehr einen Volksliedton zu treffen, als dessen Charakteristikum er die Variation und Variabilität vorgegebener, gelebter Muster sah. Der Klang sollte den Eindruck vermitteln, „als hörte man altbekannte Weisen in neuer Form …“.
Allerdings verfremdete Dessau diese bekannten Muster in einer spezifischen Weise. Dies gilt vor allem für Metrik/Rhythmik und Harmonik. Die eigentlich durchgängigen Taktarten werden durch wiederkehrende Taktwechsel unterbrochen. Häufig wird die Deklamation geradezu sinnwidrig, etwa durch Verschiebung der rhythmischen Akzente. So erlangt die Musik eine gewisse Selbstständigkeit gegenüber dem Text, sie lenkt die Aufmerksamkeit auf die Sing- und Deklamationsweise. Dessau hatte eine ausgesprochene Abneigung gegen marschartige Betonungen der ‚schweren‘ Taktteile, die sich in der Verschiebung der rhythmischen Akzente deutlich ausdrückt.
Dessaus Harmonik ist in der Mutter Courage zwar tonal gebunden, „lädiert“ (Hennenberg) dieses tonale Fundament allerdings fortwährend. Zwei auffällige, häufig wiederholte Muster sind nach Fritz Hennenberg „Mehrterzenverbände“ (dem Dreiklang werden weitere Terzen hinzugefügt, so dass es zu Dissonanzen kommt: Septimen, Nonen, Undezimen) und „Akkordpervertierungen“, das heißt die Anschärfung von Akkorden durch zusätzliche dissonante Störtöne. Besonders gern legt Dessau solche Störtöne in das Bassfundament der Akkorde, wo sie sehr starke verfremdende Wirkungen zeigen.
Gelegentlich finden sich auch auffällige Melismen, besonders im Lied vom Fraternisieren, die wohl auf die Tradition der jüdischen geistlichen Musik zurückgehen, welche Dessau gut kannte.

## Die einzelnen Songs in der Analyse

### Lied der Mutter Courage
Das Lied der Mutter Courage dient als Rahmen für das gesamte Stück und charakterisiert die Protagonistin und ihre Entwicklung. Es besitzt eine Strophe-Refrain-Struktur, der Refrain wird nie abgewandelt.
Die ersten beiden Strophen des Lieds geben Antwort auf die Frage des Feldwebels: „Wer seid ihr?“ Mutter Courage antwortet zunächst „Geschäftsleut“ und beginnt dann zu singen. Sie adressiert dabei direkt die Offiziere und bietet ihnen ihre Waren an.
In der Vorlage des Liedes, Brechts Ballade von den Seeräubern aus den 1920er Jahren, beginnt die Melodie jeweils auftaktig, anfangs mit dem signalartigen fallenden Molldreiklang in Achteln. Während die Strophen offenkundig d-Moll als Tonart zugrunde legen, wechselt der Refrain zur parallelen Dur-Tonart F-Dur. Dieser Wechsel entspricht bei den Seeräubern auch ein Stimmungs- und Tempowechsel: von der schnellen Strophe mit den Fährnissen des Seeräuberlebens zu einem deutlich breiteren, emphatischen Hymnus auf Himmel, Wind und See („O Himmel, strahlender Azur“). Er klingt in einer vierfachen Tonwiederholung aus, die ‚oben‘, auf dem D, hängenbleibt und erst in der folgenden Strophe wieder zum Grundton geführt wird. Brechts Jugendfreund Hanns Otto Münsterer hat kommentiert, dass im Refrain das „Hohelied des triebhaft-hemmungslosen Lebens der Asozialen“ gesungen werde.
Diese Zweiteilung wird durch die Übernahme von Rhythmus und Melodie der Seeräuber-Ballade in das Lied der Mutter Courage eingeschleppt. Auch hier geben die Strophen die düstere Kulisse und teilweise auch den Fortgang der Handlung, der Refrain feiert erneut das anarchische Leben, unbekümmert um den überall drohenden Tod, wie es bereits bei den Seeräubern der Fall war. Die Stilebene ist freilich deutlich tiefer angesiedelt: Hier ist es das nicht totzukriegende Leben, das sich im Frühjahr, falls es „noch nicht gestorben ist“, wieder „auf die Socken“ macht.
In der Verwendung des Hauspostille-Materials spiegelt sich Brechts Neubewertung und Neuaneignung seiner Hymnen aus den frühen 1920ern. 1940 notierte er in sein Arbeitsjournal zu den Hauspostille-Gedichten: „hier erreicht die literatur jenen grad der entmenschtheit, den marx beim proletariat sieht, und zugleich die ausweglosigkeit, die ihr hoffnung einflößt. der großteil der gedichte handelt von untergang, und die poesie folgt er zugrunde gehenden gesellschaft auf den grund. die schönheit etabliert sich auf wracks, die letzte fetzen werden delikat. das erhabene wälzt sich im staub, die sinnlosigkeit wird als befreierin begrüßt. der dichter solidarisiert sich nicht einmal mehr mit sich selber.“ Brecht verlässt seine asozialen Figuren nicht, er verändert aber ihre Bewertung und überträgt sie in einen neuen Kontext. Matthias Tischer kommentiert, was diese Übertragung für das Publikum ausgemacht haben könnte: „Die Strophen des Liedes müssen, verstärkt noch durch die Einprägsamkeit der Melodie, vielen, die gerade aus Bunkern und Kellern hervorgekommen waren und Stück für Stück das Ausmaß der Verheerungen von Krieg und Faschismus vor Augen geführt bekamen, zu Sinnsprüchen und Leitmotiven in Zeiten totalen Sinnverlusts geworden sein.“
Dessau hat die Melodie, vor allem in der Tonhöhenfolge, praktisch unverändert übernommen, aber durch Metrik, Rhythmik, Harmonik und Instrumentation neue Akzente gesetzt. Statt der auftaktigen Achtel beginnt seine Komposition mit volltaktigen Vierteln, unterlegt mit durchgängigen Staccato-Vierteln des begleitenden Gitarrenklaviers mit seiner metallischen Klangfarbe. Der „graziöse Faltenwurf“ der Vorlage wird so beseitigt, sie bekommt eine gewisse „Klobigkeit“, eine stampfende, marschartige Anmutung. Freilich erhält dieser Marsch etwas Fragwürdiges, „schwerfällig Polterndes“ durch die wiederkehrenden unregelmäßigen Einschübe von Zwei-Viertel-Takten und die auffälligen Verkürzungen und Erweiterungen der metrischen Zellen. Es lässt sich nach diesem Marsch nicht gut marschieren. Im Refrain donminiert dann eine auskomponierte Verlangsamung der Melodie durch Hemiolen, d. h. dem fortgesetzten Dreivierteltakt der Begleitung wird in der Melodie faktisch ein Drei-Halbe-Takt entgegengesetzt. Im Finale wird das Tempo noch einmal verbreitert, bis ganze Noten die Zählzeit bilden; es entsteht der Eindruck einer Dehnung, ganz im Sinn des Textes („der Krieg, er dauert hundert Jahre“).
Dazu kommt eine eigenwillige Rhythmik: Die langen Notenwerte liegen in den Strophen auf unbetonten Endsilben (ru-hen, bes-ser), es ergibt sich eine Deklamation wie im Bänkelsang mit „falscher“, sinnwidriger Betonung am Versende, wie sie Brecht bei seinen eigenen Liedvorträgen in den 1920ern ebenfalls pflegte.
Die Harmonik ist eigentümlich verunklarend, wie Fritz Hennenberg festgestellt hat. Dem Molldreiklang der ersten Melodiephrase unterliegt im Bassfundament keineswegs die eigentlich geforderte Tonika e-Moll, sondern ein subdominantischer Akkord a-Moll mit dem Grundton A, der sich mit den Melodietönen reibt. Dieser Akkord wird 13 Takte hindurch unablässig wiederholt, während sich im Diskant der Begleitung unterschiedliche harmonische Funktionen abwechseln (Tonika, Subdominantparallele, Dominante). Durch dieses Zugleich der harmonischen Funktionen entsteht der Eindruck einer „falschen“ Begleitung. Der Melodie werden die eigentlich von ihr verlangten harmonischen Funktionen vorenthalten. Die entstehenden „Mehrterzenverbände“ sind ein Charakteristikum der Dessau’schen Liedkompositionen. Auch dieses Mittel trägt zum Eindruck der Unendlichkeit des Marsches bei; einen regulären Verlauf von Spannung und Entspannung gibt es nicht mehr.
Dessau hat zudem Trompetensignale in den Satz eingebaut, die durch ihr „penetrant Gleichbleibendes“ auffallen. Im letzten Refrain komen zwei Piccoloflöten hinzu, die fallende Kleinsekundfloskeln spielen – „Seufzerketten“, ein Motiv aus der barocken Klangrede, das emblematisch getragenen Schmerz ausdrückt (etwa bei Johann Sebastian Bach). Sie werden freilich ihrer barocken Schönheit entkleidet, indem sie im Septimabstand geführt werden, was heftige Reibungen ergibt (Tischer spricht vom „Kreischen der Piccoloflöten“). Die Instrumentation hat durchaus bildhaften Charakter: der unendliche, in stampfenden Vierteln begleitete, wenn auch stolpernde Marsch, die Trompetensignale als Befehlschiffren, die Flöten als Landsknechtsinstrumente.
Matthias Tischer deutet diese Charakteristika als „Symbole und Embleme der gleichzeitigen Fragwürdigkeit und Unveränderlichkeit des Krieges“, und Gerd Rienäcker präzisiert, man höre hier „das Unendliche des Marschschritts, in dem die grausigen Worte vom Kriege, der noch an die ‚hundert Jahr‘ dauert, ihre symbolisierende Bestätigung finden“.

### Das Lied vom Weib und dem Soldaten

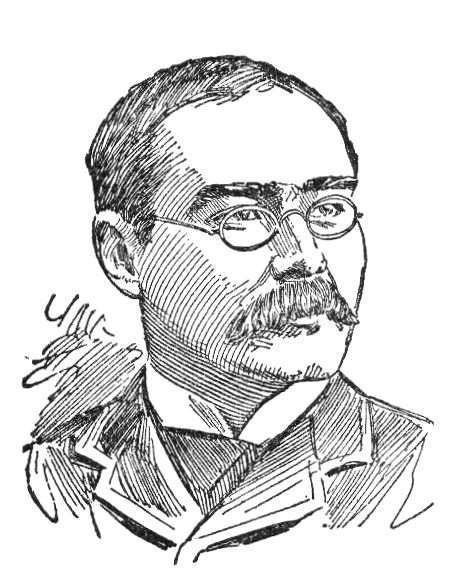
Ideengeber Rudyard Kipling

Das Lied wurde von Brecht aus seiner deutlich früheren Gedichtsammlung Hauspostille fast unverändert übernommen. Die frühe Fassung, entstanden um 1921/22, geht wiederum auf ein kurzes Lied von Rudyard Kipling vom Ende seiner Kurzgeschichte Love-O'Women (1888) zurück:
„Oh, do not despise the advice of the wise,
Learn wisdom from those that are older,
And don’t try for things that are out of your reach -
An' that’s what the Girl told the Soldier
Soldier! Soldier!
Oh, that’s what the Girl told the Soldier!“
„Die Ballade von dem Soldaten“, wie das Lied in der Hauspostille hieß, wurde zunächst 1925 vertont von Franz S. Bruinier. Bekannt wurde es in der Fassung von Hanns Eisler aus dem Jahre 1928, ursprünglich komponiert für ein Dramenprojekt von Lion Feuchtwanger und Bertolt Brecht. Brecht konnte für den Song mit einem gewissen Wiedererkennungswert rechnen. Die Eisler-Vertonung lag seit 1930 als Schallplatte vor, das Lied gilt bis heute als einer der meistgespielten Titel Brechts. Die Bruinier-Kernmelodie, wahrscheinlich von Brecht zumindest mitentwickelt, blieb bei Eisler erhalten.
Bruiniers Fassung stellte den Geschlechtergegensatz deutlich heraus: „Während die Warnungen der Frau in den Strophen zu sprechen sind, werden die leichtfertigen Antworten des Soldaten in den Refrains gesungen.“ Bei der Übertragung der Ballade aus der Hauspostille in die Mutter Courage verändert Brecht die letzten Zeilen geringfügig, aber sinnverändernd. Heißt es in der Hauspostille noch:
„Ach bitter bereut, wer des Weibes Rat scheut!
Sagte das Weib zum Soldaten.“
so textete Brecht für die Courage geschlechtsneutral:
„Ach bitter bereut, wer des Weisen Rat scheut!
Sagte das Weib zum Soldaten.“
Günter Thimm analysiert die Herauslösung Eilifs aus der Familie dennoch psychologisch. Im „Lied vom Weib und den Soldaten“, das zunächst Eilif singt und das dann von seiner Mutter fortgesetzt wird, stehe die mütterliche Warnung vor den Gefahren der außerfamiliären Welt einer männlichen Symbolik gegenüber.
„Das Schießgewehr schießt,
Und das Wasser frißt auf, die drin waten.“,
warnt die weibliche Stimme, während männliche Motive den jungen Mann in die kriegerische Welt locken:
„Doch der Soldat mit der Kugel im Lauf
Hörte die Trommel und lachte darauf:
Marschieren kann nimmermehr schaden!
Hinab nach dem Süden, nach dem Norden hinauf
Und das Messer fängt er mit den Händen auf!
Sagten zum Weib die Soldaten.“
Das Leitmotiv der Trommel, „die ödipale Symbolik (‚Kugel im Lauf‘)“, „Angstlust (‚Und das Messer fängt er mit den Händen auf!‘)“ und zielloser Aufbruch seien kennzeichnend für die Abkehr Eilifs von der Familie in der Tradition des Vaters. Eine Rückkehr in die Familie nach dem Aufbruch in den Krieg erscheint unmöglich. Als Eilif gefesselt von den Soldaten auf die Hilfe seiner Mutter hofft, ist diese abwesend, um Waren einzukaufen.
Gudrun Loster-Schneider sieht hier eine Aufgabe der „Gleichsetzung von (Alters-)Weisheit und Weiblichkeit, mit welcher Frauenfigur und Text ihre kriegskritische Position bewerben; die Warnung der Frau autorisiert sich in der Version des Stückes nur noch an der Instanz ‚alten‘, naturgegründeten, nicht geschlechtsspezifischen Wissens (…)“
In den ersten (von Eilif gesungenen) Strophen des „Liedes vom Weib und dem Soldaten“ herrscht der Optimismus eines jungen Soldaten vor, der die Warnung eines Weibes in den Wind schlägt bzw. nicht beachtet und durch das eiskalte Wasser einer Furt watet. Das eiskalte Wasser und die Furt versinnbildlichen die Gefahren des Krieges; der junge Soldat ist selbstbewusst, gut bewaffnet und optimistisch. Diesen zuversichtlichen Worten setzt die Courage mit ihren Strophen ihre Warnungen vor der Kühnheit entgegen. Das Lied enthält eine Vorausdeutung der beiden Phasen in Eilifs Leben: seines höchsten Triumphes und seines schändlichen Endes. Der Soldat in dem Lied geht „wie der Rauch“ und ist umsonst gestorben.
Frank Thomsen, Hans-Harald Müller und Tom Kindt interpretieren in ihrem Werk Ungeheuer Brecht die Metaphorik von „Fluss“ und „Kälte“. Die „phonetisch verknüpften und parataktisch und parallel gereihten Erscheinungen des Krieges (‚das Schießgewehr schießt‘/‚ das Spießmesser spießt‘/‚ das Wasser frißt‘)“ setzten die Bedrohung durch Waffen und durch den Fluss gleich. Dadurch, dass der Soldat selber ein Messer trage, sei er „nicht bloßes Opfer des gefährlichen Flusses“, er leiste einen Beitrag zu den Gefahren. Das werde durch die „Gleichsetzung der Begriffe Schießgewehr/Spießmesser/Wasser“ deutlich. Auch die Kältemetaphorik belege den Anteil des Soldaten an der Bedrohung durch den Krieg. Dem gefährlichen Eis des Flusses entspreche, dass der Soldat dem Weib „kalt ins Gesicht“ lache. Eilifs Kälte zeige sich im Drama später in der Brutalität, mit der er gegen die Bauern vorgehe.
Das Lied darf nicht dahingehend interpretiert werden, dass die Courage hellseherische Fähigkeiten besäße. Vielmehr benutzt Brecht in dem Song die Darstellerin der Courage als Sprachrohr, um einen Kommentar abzugeben. Das Lied fungiert als Element des epischen Theaters und ist in erster Linie nicht an die Mitspieler, sondern an die Zuschauer gerichtet.
Gudrun Loster-Schneider weist darauf hin, dass das Lied in der Doppelszene des 2. Bildes zwei gegensätzliche Welten zusammenführt. Während im Zelt des Feldhauptmanns die Heldentaten Eilifs pathetisch gelobt werden, führen nebenan im Zelt des Kochs die Courage und der Koch ihre subversiven Reden. „Die Courage, den Kapaun des Hauptmanns rupfend, zerlegt derweil vor dem Koch diese mitgehörte pathetische Ansprache zu Todesmut, Heldentugend, herkuleischen Taten, Treue und Tugend der Mannschaft mit schneidender Dialektik und misst sie umgekehrt proportional an den Leistungsdefiziten der Mächtigen und an ‚ordentlich(n)‘ sozialen Verhältnissen – im Krieg wie im Frieden.“ Das Lied führt die beiden Szenen zusammen, indem es zum „Erkennungsmedium, ‚Losungswort‘ zwischen Mutter und ihrem verloren geglaubten Sohn“ wird. Der Sohn singt die ersten zwei Strophen im Zelt des Feldhauptmann, die Mutter setzt das Lied von der Küche aus fort.
Der Liedtext selbst baut auf Kontraste: In der „symbolischen (Macht-)konfrontation von Weib/weise/alt vs. Soldat/leichtsinnig/wagemutig“ bietet das Lied als Text im Text zwei alters- und geschlechtsspezifische Identifikationsmöglichkeiten. Trotz der Warnung durch den Tod des Vaters im Kriege identifiziert sich Eilif mit der Kriegsbegeisterung des Liedanfanges und schlägt die Warnungen seiner Mutter in den Wind. Dass die Courage die Vergeblichkeit ihrer Warnung durch das Lied erkennt, zeigt die Ohrfeige, die sie ihrem Sohn verpasst.
Da die Courage und damit die weibliche Position im Lied und im Drama mit ihrer Warnung Recht behält, weist Gudrun Loster-Schneider auf die mögliche geschlechtsspezifische Lesart des Liedes hin: Auf einer ersten Interpretationsebene werde „das – positive – Merkmal von historischer Veränderung und Fortschritt auf die andere, weibliche Seite der Symbolanordnung verschoben und dadurch auf frauenemanzipatorische Phänomene und Diskurse projizierbar (…)“. Bei weiterer Betrachtung erweist sich das emanzipatorische Projekt allerdings ebenfalls als zum Scheitern verurteilt. „Die emanzipatorische Lehre, die Anna Fierling für sich selbst aus dem Lied vom Weib und dem Soldaten gezogen hat, hat für Glück, Gesundheit und Leben ihrer drei Kinder nicht nur katastrophische Folgen; nach Brechts ideologischen Prämissen seit den dreißiger Jahren ist sie zudem falsch.“

### Das Lied von der großen Kapitulation
Die Grundhaltung der Courage zu Krieg und Gesellschaft kann aus dem „Lied von der großen Kapitulation“ erkannt werden: Jugendliche Zuversicht, Hoffnung und Lebensfreude weichen dem täglichen Kampf ums Überleben. Das bedeutet: „Man muß sich stelln mit den Leuten, eine Hand wäscht die andre, mit dem Kopf kann man nicht durch die Wand … Und sie marschiern in der Kapell im Gleichschritt …“ (Szene 4: Die Courage belehrt den jungen Soldaten, der noch an Gerechtigkeit glaubt, dass die Wut nicht lange anhalte, weil man den Geschäften zuliebe ja doch irgendeinmal kapitulieren müsse).
Mit Hilfe der einzelnen Strophen kann man den Weg der Courage nachvollziehen:
1. Das junge, optimistische Mädchen hält sich für etwas Besonderes und will ihr Leben aus eigener Kraft gestalten („Alles oder nix, jedenfalls nicht den Nächstbesten, jeder ist seines Glückes Schmied, ich laß mir keine Vorschriften machen!“).[89] (These)
2. Die Erfahrungen zeigen, dass die hohen Ziele nicht zu verwirklichen sind, die Lebensumstände erlauben es nicht. Anpassung ist angesagt  (Antithese)
3. Courage, die bereits kapituliert hat, beschwört noch einmal Optimismus und Selbstvertrauen herauf. Ihre Erfahrung hat sie von der Unmöglichkeit überzeugt, gegen den Strom schwimmen zu können („Man muß sich nach der Decke strecken“)[90]. In der „Kapelle“ hat sich der Einzelne ins große Ganze zu fügen, er muss im Gleichschritt mitmarschieren. (Synthese)

Winzige Signale im Text zeigen, wie sich während des Liedes die Wandlung vollzieht:
Der Refrain in der ersten Strophe wird mit „Doch“ eingeleitet und spricht jemanden mit „du“ an; gemeint ist die Courage selbst, die zu diesem Zeitpunkt noch nicht kapituliert hat.
In der zweiten Strophe heißt es „sie marschiert“: Die Kapitulation ist erfolgt.
Der Refrain in der dritten Strophe verallgemeinert bereits: „sie marschieren“ – Die Courage hat aus ihren Erfahrungen eine Lehre gemacht (Synthese ihrer gegensätzlichen Überlegungen).
Die Strophen enden jedes Mal mit
„Der Mensch denkt: Gott lenkt.
Keine Red’ davon.“
Der Doppelpunkt zeigt den Irrtum an: Nicht auf die weise Lenkung einer göttlichen Instanz darf der Mensch hoffen, im Gegenteil, das ist Illusion. Der Mensch ist ohne göttliche Hilfe ausschließlich auf die eigene Kraft angewiesen. Die Courage bietet in ihrem Lied dem Soldaten drei Möglichkeiten an:
1. Man lehnt sich auf
2. Man versucht, die Verhältnisse zu ändern
3. Man passt sich an

Diese Anpassung ist die Lehre, die Courage dem jungen Soldaten auf den Weg gibt. Der Widerspruch zwischen Geschäftsinteressen und menschlichen Gefühlen ist unter den Bedingungen dieser Gesellschaft unüberbrückbar.
The Lied von der großen Kapitulation zeigt nach Franz Norbert Mennemeier „den Gang des Lebens als unaufhaltsame Desillusionierung allen individuellen Drangs 'nach Höherem', als unaufhaltsamen Verschleiß aller Sonderwünsche auf Glück.“ Mit der Zurückweisung göttlicher Führung („Der Mensch denkt: Gott lenkt – / Keine Red davon!“) zeige der Song „das Bild einer Welt … in der die kleinen, menschlichen Pläne scheitern, weil es dem Ganzen an Planung und Lenkung gebricht“.

### Der Salomon-Song

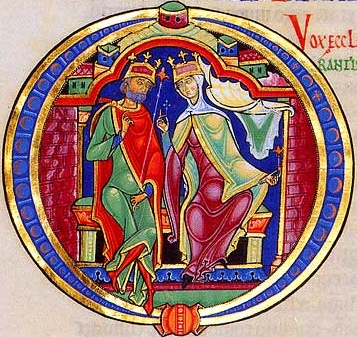
Initial aus dem biblischen Salomon-Lied

Den Salomon-Song, den die Courage und der Koch in der 9. Szene vor dem Pfarrhaus für eine warme Suppe anstimmen, hat Brecht bereits am Ende des 7. Bildes seiner Dreigroschenoper (1928) verwendet. Für die Mutter Courage änderte Brecht den Text stark ab; außerdem erfüllt er im Drama eine andere Aufgabe. Die Grundidee des Songs ist es, dass Tugenden für den Menschen verderblich sind. Beispiele aus der Geschichte (Salomo, Cäsar, Sokrates und der heilige Martin) sollen das in parallel aufgebauten Strophen belegen. Die mit den einzelnen Tugenden verbundene Gefahr bezieht sich jetzt deutlich auf die Kinder der Courage. Cäsars Kühnheit verweist auf den Untergang Eilifs, die Redlichkeit des Sokrates auf den Tod des ehrlichen Schweizerkas und das Mitleid des hl. Martin auf Kattrins Rettungstat und ihr Schicksal.
Eilif Nojocki ist der kühne Sohn. Der Feldhauptmann und der Salomon-Song vergleichen ihn mit Julius Cäsar. Vor allem im Song wird die in diesem Vergleich enthaltene Drohung deutlich:
„Ihr saht den kühnen Cäsar dann
Ihr wißt, was aus ihm wurd.
Der saß wien Gott auf dem Altar
Und wurde ermordet, wie ihr erfuhrt
(…)
Die Kühnheit hatte ihn so weit gebracht!
Beneidenswert, wer frei davon!“
Günter Thimm analysiert die Herauslösung Eilifs aus der Familie psychologisch. Im „Lied vom Weib und den Soldaten“, das zunächst Eilif singt und das dann von seiner Mutter fortgesetzt wird, stehe die mütterliche Warnung vor den Gefahren der außerfamiliären Welt einer männlichen Symbolik gegenüber.
„Das Schießgewehr schießt,
Und das Wasser frißt auf, die drin waten.“,
warnt die weibliche Stimme, während männlich Motive den jungen Mann in die kriegerische Welt locken:
„Doch der Soldat mit der Kugel im Lauf
Hörte die Trommel und lachte darauf:
Marschieren kann nimmermehr schaden!
Hinab nach dem Süden, nach dem Norden hinauf
Und das Messer fängt er mit den Händen auf!
Sagten zum Weib die Soldaten.“
Das Leitmotiv der Trommel, „die ödipale Symbolik (‚Kugel im Lauf‘)“, „Angstlust (‚Und das Messer fängt er mit den Händen auf!‘)“ und zielloser Aufbruch seien kennzeichnend für die Abkehr Eilifs von der Familie in der Tradition des Vaters. Eine Rückkehr in die Familie nach dem Aufbruch in den Krieg erscheint unmöglich. Als Eilif gefesselt von den Soldaten auf die Hilfe seiner Mutter hofft, ist diese abwesend, um Waren einzukaufen.
Eilif geht zugrunde, weil er nicht weiß, wann Kühnheit angebracht ist und wann nicht. Im Krieg gilt er als Held, als er eine bewaffnete Gruppe Bauern überlistet, niederschlägt und beraubt, weil Brutalität im Krieg als „normal“ und „lobenswert“ gilt. Für dieselbe Tat wird er später in einer kurzen Friedensperiode hingerichtet.
Brechts Berliner Inszenierung zeigte Eilifs Kühnheit in der zweiten Szene durch einen Säbeltanz, der „sowohl mit Feuer als auch mit Lässigkeit ausgeführt werden“ soll.
Fejos, genannt Schweizerkas, ist der redliche, ehrliche Sohn der Courage. Seine Tugend wird ihm zum Verhängnis, weil er – wie sein Bruder – nicht die Grenzen des Prinzips erkennt, das er verkörpert. Sein Versuch, die Regimentskasse der Lutheraner zu retten, die ihm anvertraut wurde, hilft niemandem; er opfert also sein Leben sinnlos. Die Mutter, die ihn durch Bestechung hätte retten können, feilscht, ihrem eigenen Prinzip gehorchend, zu lange um den Preis der Befreiung.
Das Salomon-Lied zeigt das Schicksal des Ehrlichen am Beispiel des Philosophen Sokrates:
„Ihr kennt den redlichen Sokrates
Der stets die Wahrheit sprach
Ach nein, sie wußten ihm keinen Dank
Vielmehr stellten die Oberen böse ihm nach
Und reichten ihm den Schierlingstrank.“
Symbolfigur der Kattrin ist der Heilige St. Martin, der aus Mitleid seinen Mantel mit dem Bettler teilt. Wie auch bei den Tugenden ihrer Geschwister sieht das Salomon-Lied Selbstlosigkeit und Mitleid als tödliche Gefahr:
„Der heilige Martin, wie ihr wißt
ertrug nicht fremde Not.
Er sah im Schnee ein armen Mann
Und er bot seinen halben Mantel ihm an
Da frorn sie allebeid zu Tod.“
Auch Kattrins Opfertod in der 11. Szene wird musikalisch inszeniert: Um die schlafende Stadt Halle vor den Eroberern zu warnen, flüchtet sie mit einer Trommel auf ein Dach und trommelt, laut Brechts Notizen in einem Zweiertakt, der das Wort „Gewalt“ skandiert. Sie „funktioniert das ursprünglich militärische Instrument um und verwendet es für den Weckruf an die Stadt.“

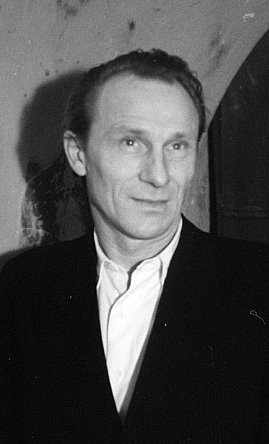
Ernst Busch, Darsteller des Kochs in der Inszenierung des Berliner Ensembles

Der Koch Pieter Lamb trägt das Salomon-Lied vor und präsentiert damit ein zentrales Motiv des Stücks:
„Alle Tugenden sind nämlich gefährlich auf dieser Welt, die (…) zahlen sich nicht aus, nur die Schlechtigkeiten, so ist die Welt und müßt nicht so sein.“
So eindeutig, wie die drei mittleren Strophen auf die Kinder der Courage zu beziehen sind, so schwer ist die Zuordnung der ersten Strophe, der Figur des weisen Salomon. Helmut Jendreiek hält einen Bezug der Symbolfigur der Weisheit auf die Courage für ausgeschlossen, da gerade sie nicht erkenne, „daß der Krieg der Masse der kleinen Leute keinen Gewinn bringt und daß eine Weltordnung beseitigt werden muss, zu deren Wesenszügen der Krieg gehört.“ Jendreiek bezieht die Symbolfigur des weisen Salomon eher auf den Koch aufgrund dessen Einsicht, „daß die Welt auch anders sein könnte und daß Gottesfurcht den Menschen ruiniert, weil sie das Weltgeschehen als gottgewolltes Schicksal annimmt und jeden aktiven Versuch einer Weltveränderung ausschließt.“ Jendreiek sieht in dieser Lesart einen Verfremdungseffekt, da der Koch betone, dass es „beneidenswert“ sei, frei von einer solchen Weisheit zu sein und dieser Forderung auch entspräche, indem er nicht nach seiner Einsicht handele.
Kenneth R. Fowler weist die verschiedenen Ansätze, die Figur des Salomon einer der Figuren des Stücks zuzuordnen, zurück. Die erste Strophe habe lediglich die Funktion, die These des Songs und die zentralen Fragen zu formulieren. Die „großen Männer“, die der Song als Repräsentanten der Tugenden der Couragekinder nenne, seien weitgehend sinnentleerte Platzhalter. An keiner Stelle passe die vom Salomon des Songs repräsentierte Weisheit konkret zu den Ansichten des biblischen Salomon. Habe der biblische Salomon die Auffassung vertreten, dass alles zeitliche Geschehen unbedeutend sei, so vertrete Brecht genau die gegenteilige Weisheit: Dass es um die Veränderung der realen Welt gehe. Fowler sieht den Song im Zusammenhang mit der Infragestellung der großen Männer der Geschichte. Salomon erscheint aus dieser Perspektive als Unterdrücker, der seine großen Werke auf dem Rücken von Sklaven ausführte. Seine asketische Ethik dient dann nur dazu, die Ausgebeuteten an ihrem Platz zu halten.

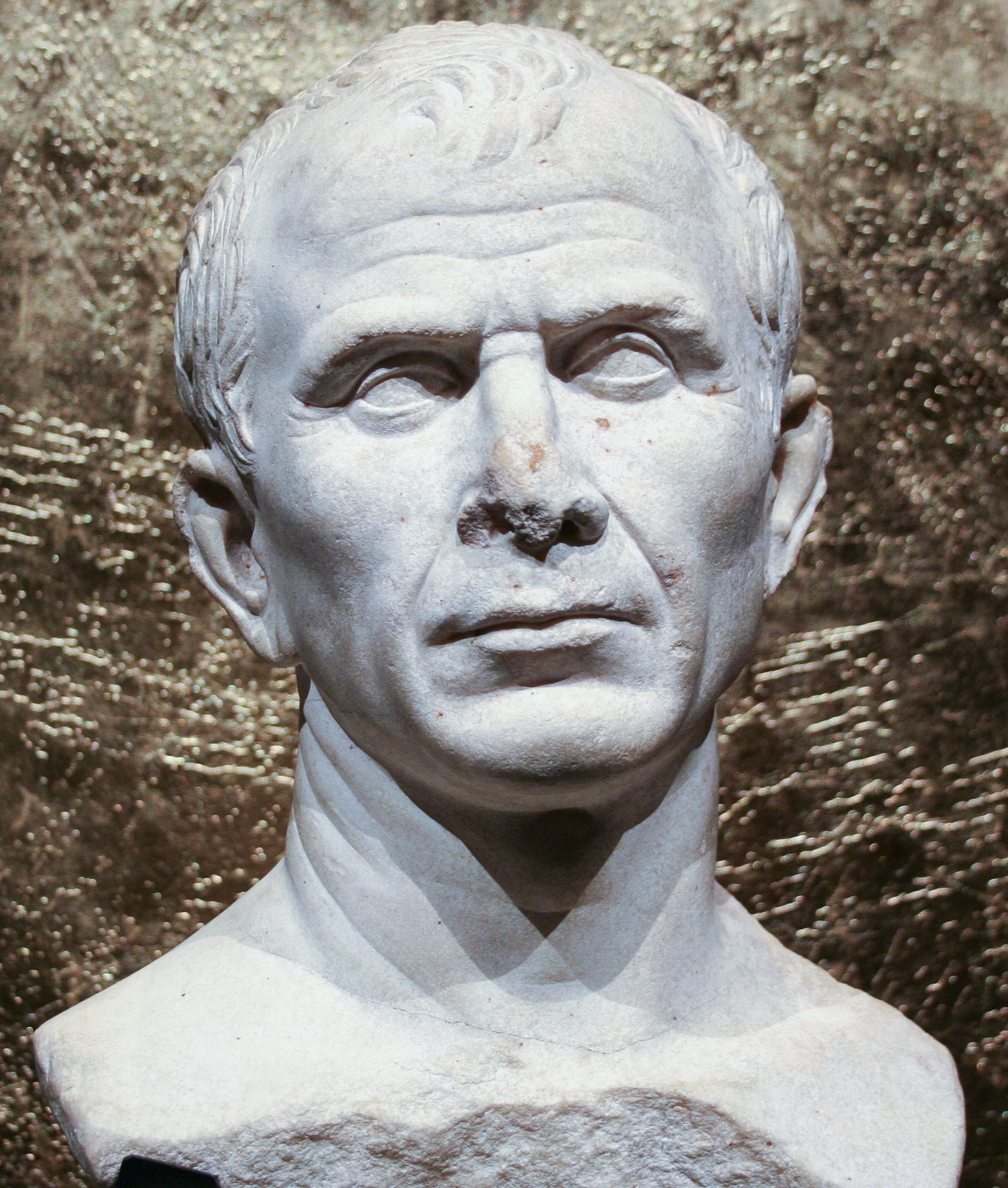
Gajus Julius Caesar, bei Brecht Symbolfigur für Kühnheit und Brutalität

Aus dieser Perspektive interpretiert Fowler auch die anderen großen Männer des Salomonliedes als zweifelhafte Symbolfiguren für die Tugenden. So verbinde Cäsar und Eilif nicht nur die Kühnheit, sondern auch die rücksichtslose Brutalität gegenüber den kleinen Leuten. In Cäsar sieht Fowler auch Verbindungslinien zu Hitler und verweist dabei auf andere Werke Brechts wie Die Geschäfte des Herrn Julius Caesar oder den Arturo Ui, die diese Parallele zögen. Für Fowler trifft die Warnung vor der Tugend der Kühnheit nicht nur die Gefahr, die für ihren Träger von ihr ausgeht, sondern zeigt eine grundsätzliche Ablehnung kriegerischen Heldentums.
Als boshaft bezeichnet Fowler die Verbindung von Sokrates und Schweizerkas, von Philosoph und Narr. Brecht habe das Märtyrertum des Sokrates grundsätzlich abgelehnt. Als Patriot und ergebener Diener des Staates habe Sokrates Flucht und Kampf für seine Ideen aufgegeben, was Brecht für grundlegend falsch angesehen habe. Ebenso absurd sei die Loyalität des Schweizerkas zu seinem Regiment, die nichts erreiche und in den sicheren Tod führe. „In Brechts Augen sind Schweizerkas’ und Sokrates Selbstopfer idiotische Unterwerfung unter einen unterdrückenden Staat.“
Der Vergleich Kattrins mit St. Martin nimmt eine drastische Veränderung an der Heiligenlegende vor. Ist die barmherzige Tat in der kirchlichen Überlieferung Ausgangspunkt für Martins Christianisierung, seinen Weg zum Bischof und später zum Heiligen, so erfriert in Brechts Version der Heilige ebenso wie der Bettler: Das Mitleid erscheint angesichts seiner Erfolglosigkeit als sinnlose Tugend. Fowler sieht in Brechts Version eine kritische Sicht der Rettungstat Kattrins für die Stadt Halle:
„Der Song verdeutlicht, dass Kattrins Tugend auch unzureichend ist. Ihr Opfer berührt nicht das größere Übel, den Krieg, auch wenn es stärker auf das Soziale und die Revolte verweist als die Tugenden ihrer Brüder, bleibt es der begrenzte, verzweifelte Akt eines Individuums. Insofern ist ihre Tugend harmlos und, wie Brecht an anderer Stelle sagte: ‚Harmlosigkeit ist nicht Güte‘, weil sie das Übel verewigt.“
Fowler fasst die Intention des Songs so zusammen, dass Eilifs Kühnheit den Krieg befördere, dass Redlichkeit wie die des Schweizerkas den Interessen der Herrschenden diene und dass Leidenschaft und Selbstlosigkeit Kattrins zwar eine Atmenpause erlaubten, letztlich aber nicht das Grundübel angreifen würden. „Tugenden wie diese sind für die kleinen Leute nutzlos, ebenso wie Salomons weltverneinende Weisheit, ebenso wie die Tugend des Gehorsams (gegenüber Gott in Gottesfurcht und gegenüber zivilen Autoritäten in ‚ordentliche Leut‘).“ Fowler sieht Brechts Perspektive dabei nicht in einer Welt, in der diese Tugenden sinnvoll würden, sondern in der Schaffung einer Gesellschaft, in der diese zweifelhaften Tugenden überflüssig seien.
Angesichts von Kontext und Personen fallen Widersprüchlichkeiten ins Auge: Kann man dem Koch, der seinerzeit Yvette verführt und zur Lagerhure gemacht hat, tatsächlich Gottesfurcht bescheinigen? Verlangt er nicht gerade, dass die Courage ihre Tochter zurücklassen soll? Und wie steht es mit der Mutter Courage? Der Song über die Nutzlosigkeit der Tugend ist in eine Szene eingeschoben, die dem Publikum die Courage menschlich ein wenig näher bringt, weil sie die Tugend der Mutterliebe zeigt, indem sie sich für ein strapaziöses Wanderleben an der Seite ihrer Tochter entscheidet und nicht allein mit dem Koch den bequemen Weg in ein halbwegs gesichertes Leben wählt. Irritierend wirkt es auch, dass Brecht den Eindruck erweckt, es sei erfolgversprechend, das Fehlen von Gottesfurcht ausdrücklich als erstrebenswert zu bewerten, wenn man von einem Geistlichen etwas zu essen erbetteln will. Paradoxerweise hat Mutter Courage mit dieser Art der Argumentation sogar Erfolg.
Wie passt zusammen, was die Figuren singen und was sie tun? Der Literaturwissenschaftler Hans Mayer schreibt dazu:
„Der Song verkündet die Wertlosigkeit aller noblen Regungen im gleichen Augenblick, da sich eine wirklich noble Handlung vollzieht. Also ist es offenbar nicht die Schuld der Tugenden, wenn Menschen keinen Nutzen daraus ziehen. Also müssen es besondere gesellschaftliche Verhältnisse sein, die bei den Großen, und ganz besonders bei den kleinen Leuten, das Unheil herbeiführen. Es gibt keine“ an sich „schädlichen Tugenden.“
Brecht führt dem Zuschauer Widersprüchlichkeiten bewusst vor; er will ihm zeigen, dass er nicht alles kritiklos hinnehmen darf, was er auf der Bühne sieht, sondern sich vom Geschehen distanzieren muss. Der Salomo-Song ist daher ein gutes Beispiel, wie episches Theater funktioniert: Der Zuschauer wird einem Problem gegenübergestellt, er studiert es und wird dadurch zu Entscheidungen gezwungen.
Joachim Müller demonstriert am Salomon Song den Funktionswandel der Songs bei Brecht. Zunächst werde der Song in der 9. Szene der Courage nicht mehr vor dem Vorhang gesungen, sondern aus der Szene entwickelt. Das Lied werde zudem durch Kommentare des Kochs mit der Handlung verbunden. „War in der Dreigroschenoper zwischen Song und szenischem Verlauf noch eine scharfe gedankliche Zäsur, so erweist sich in der Courage die Funktion des Songs, die vom Koch als Persona dramatis vorgetragen wird, als dramatisch notwendig und konkret gezielt.“ Müller sieht im szenisch eingebundenen Salomo-Song dennoch die Stimme Brechts, der Song resümiere die gesellschaftliche Erkenntnis im Sinne eines Appells.

## Weitere Verwendungen der Courage-Musik
Schon unmittelbar nach Abschluss der „amerikanischen Fassung“ 1946 begann Paul Dessau an einer Umsetzung der Bühnenmusik in ein reines Instrumentalstück in Form einer Suite zu arbeiten. Am 8. Mai 1948 stellte er die Partitur der Suite fertig. Sie war für 15 Instrumente vorgesehen: zwei Flöten, drei Hörner, drei Trompeten, drei Posaunen, Harmonika, präpariertes Klavier und Pauken. Das Autograph ist erhalten, wurde jedoch nicht veröffentlicht. Der erste Satz trägt den Titel Marschfantasie  und benutzt das Lied der Mutter Courage. 1956/1957, nach Brechts Tod, ging das Stück in den zweiten Satz von Dessaus Komposition In memoriam Bertolt Brecht ein. Dieser Satz ist mit einem Courage-Zitat Der Krieg soll verflucht sein! benannt; die Melodie des Lieds der Mutter Courage bildet hier eine Art Cantus firmus. Die Kontrapunkte zu diesem Thema sind ebenfalls aus Teilen der Bühnenmusik zusammengesetzt.
Auch sein Lied von der Bleibe verwertete Dessau zweimal neu. Zunächst setzte er es 1954 für dreistimmigen Frauenchor, ein Jahr später legte er die Melodie dem zweiten Satz seines 5. Streichquartetts, Quartettino, zugrunde.